# Lola Rodríguez de Tió
Lola Rodríguez de Tió (San Germán, 14 de setembre de 1843 - l'Havana, 10 de novembre de 1924) va ser una poetessa porto-riquenya defensora dels drets de les dones, l'abolició de l'esclavitud i la independència de Puerto Rico.

## Biografia
Dolores Rodríguez de Astudillo y Ponce de León va néixer a San Germán, Puerto Rico. Filla de Sebastián Rodríguez de Astudillo, un dels membres fundadors de l'Il·lustre Col·legi d'Advocats de Puerto Rico, i de Carmen Ponce de León, descendent de Juan Ponce de León, explorador i primer governador espanyol de Puerto Rico, nascuda a la ciutat de San Germán. Va ser educada a casa seva, on va desenvolupar un gran amor per la literatura, especialment per les obres de Fray Luis de León, que va ser la seva font d'inspiració. A disset anys va demanar poder portar els cabells curts, cosa que anava en contra de les convencions de l'època, un tret personal que va mantenir tota la seva vida.
Lola es va traslladar amb la seva família a Mayagüez, on va conèixer Bonocio Tió Segarra, amb qui es va casar el 1863. Rodríguez de Tió va ser una escriptora i importadora de llibres que va escriure articles a la premsa local com a activista contra el règim espanyol mentre l'hi va permetre el govern. Després de casar-se va publicar el primer llibre de poesia, Mis cantos, del qual va vendre 2.500 exemplars, una quantitat llavors increïble.

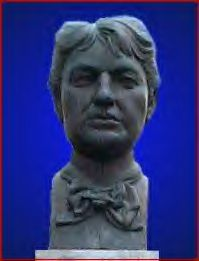
Bust de Lola Rodríguez de Tió

El 1867 i el 1889, Lola Rodríguez de Tió i el seu marit van ser desterrats de Puerto Rico pels governadors espanyols. En el seu primer exili van anar a Veneçuela i en el segon es van traslladar primer a Nova York, on van ajudar José Martí i altres revolucionaris cubans, i més tard a Cuba, on la parella va residir fins a la mort. La seva casa era un punt de reunió de polítics i intel·lectuals, així com d'exiliats porto-riquenys. El 1868, inspirada per Ramón Emeterio Betances Alacán, defensor de la independència de Puerto Rico, i per l'intent de revolució anomenat Grito de Lares, va escriure la lletra patriòtica de l'himne La Borinqueña, que ja tenia música. El 1901, Lola Rodríguez de Tió va fundar l'Acadèmia Cubana d'Arts i Lletres, de la qual va ser membre. També va ser inspectora del sistema escolar local. És coneguda a Cuba pels seus poemes patriòtics sobre Puerto Rico i Cuba. Algunes de les seves obres són Cuba y Puerto Rico son... i Mi libro de Cuba.
El 1919, Lola Rodríguez de Tió va tornar a Puerto Rico, on se li va dedicar un gran banquet a l'Ateneo Puertorriqueño, en què va recitar Cantos a Puerto Rico. Va morir el 10 de novembre de 1924 i està enterrada al cementiri Colón de l'Havana, a Cuba.
Es creu que el disseny i els colors de la bandera de Puerto Rico, adoptada el 1954 i que és com la bandera de Cuba, però amb els colors invertits, van venir d'una idea de Rodríguez de Tió. Puerto Rico ha honorat la seva memòria donant el seu nom a escoles i avingudes.

## Lletra de "La Borinqueña" (1868)
¡Despierta, borinqueño
que han dado la señal!
¡Despierta de ese sueño
que es hora de luchar!

¿A ese clamor patriótico
no arde tu corazón?
¡Ven! Nos será simpático
el ruido del cañón.

Mira, ya el cubano
libre será,
le dará el machete
su libertad...
le dará el machete
su libertad.

Ya el tambor guerrero
dice en su son,
que es la manigua el sitio,
el sitio de la reunión,
de la reunión...
de la reunión.

El Grito de Lares
se ha de repetir,
y entonces sabremos
vencer o morir.

Bellísima Borinquen,
a Cuba hay que seguir,
tú tienes bravos hijos
que quieren combatir.

Ya por más tiempo impávidos
no podemos estar,
ya no queremos, tímidos
dejarnos subyugar.

Nosotros queremos
ser libres ya,
y nuestro machete
afilado está...
y nuestro machete
afilado está.

¿Por qué entonces, nosotros
hemos de estar,
tan dormidos y sordos
y sordos a esa señal?
a esa señal, a esa señal?

No hay que temer, riqueños
al ruido del cañón
que salvar a la patria
¡es deber del corazón!

Ya no queremos déspotas,
caiga el tirano ya,
las mujeres indómitas
también sabrán luchar.

Nosotros queremos
la libertad,
y nuestros machetes
nos la dará....
y nuestros machetes
nos la dará...

Vámonos, borinqueños,
vámonos ya,
que nos espera ansiosa,
ansiosa la libertad.
¡La libertad, la libertad!